# Ільно
Ільно (пол. Ilno) — село в Польщі, у гміні Желязкув Каліського повіту Великопольського воєводства.
Населення — 175 осіб (2011).
У 1975-1998 роках село належало до Каліського воєводства.

## Демографія
Демографічна структура станом на 31 березня 2011 року:
|          | Загалом | Допрацездатний вік | Працездатний вік | Постпрацездатний вік |
| -------- | ------- | ------------------ | ---------------- | -------------------- |
| Чоловіки | 89      | 24                 | 62               | 3                    |
| Жінки    | 86      | 20                 | 51               | 15                   |
| Разом    | 175     | 44                 | 113              | 18                   |